# 粗脚猎蛛
粗脚猎蛛（学名：Evarcha crassipes）为跳蛛科猎蛛属的动物。分布于日本、越南、波兰、台湾岛以及中国大陆的湖南、福建、广西、四川等地。该物种的模式产地在日本。